# 1207
- Wikisource

| Calendário gregoriano                                                        | 1207 MCCVII                                          |
| Ab urbe condita                                                              | 1960                                                 |
| Calendário arménio                                                           | 656 – 657                                            |
| Calendário bahá'í                                                            | -637 – -636                                          |
| Calendário budista                                                           | 1751                                                 |
| Calendário chinês                                                            | 3903 – 3904 Início a 30 de janeiro (aproximadamente) |
| Calendário copta                                                             | 923 – 924                                            |
| Calendário etíope                                                            | 1199 – 1200                                          |
| Calendários hindus - Vikram Samvat - Calendário nacional indiano - Cáli Iuga | 1262 – 1263 1128 – 1129 4307 – 4308                  |
| Calendário Holoceno                                                          | 11207                                                |
| Calendário islâmico                                                          | 603 – 604                                            |
| Calendário judaico                                                           | 4967 – 4968                                          |
| Calendário persa                                                             | 585 – 586                                            |
| Calendário rúnico                                                            | 1457                                                 |
| Calendário solar tailandês                                                   | 1750                                                 |

1207 (MCCVII, na numeração romana) foi um ano comum do século XIII do Calendário Juliano, da Era de Cristo, e a sua letra dominical foi G (52 semanas), teve início numa segunda-feira e terminou também numa segunda-feira.
No reino de Portugal estava em vigor a Era de César que já contava 1245 anos.
| Ano completo                         |
| ------------------------------------ |
| Ano comum com início à segunda-feira |

## Nascimentos
- 7 de Julho - Santa Isabel da Hungria, padroeira da Ordem Franciscana Secular (m. 1231).
- 8 de Setembro – rei Sancho II de Portugal.
- 1 de Outubro – rei Henrique III de Inglaterra.
- Jalal ad-Din Muhammad Rumi Rumi (poeta e místico).
- Henrique II de Brabante, foi duque de Brabante m. 1248.